# 노매드 (음악 그룹)

노매드(NOMAD)는 2024년 2월 28일에 데뷔한 노매드 엔터테인먼트의 5인조 신인 보이그룹이다. 5명으로 구성된 NOMAD의 팀명은 유목민이라는 사전적 의미처럼 틀에 갇히지 않는 자유로운 음악을 추구하고 음악, 패션, 안무도 셀프 프로듀싱하는 아티스트를 지향하며 진심으로 춤추고 무대를 즐기기 위해 마이크를 가져오라는 당돌함을 담은 ‘N NEED O OUR M MICROPHONE A AND D DANCES ’의 약자이다.

## 구성원
| 이름          | 소개 | Who Am I | Profile Mood Video |
| ------------- | --- | -------- | ------------------ |
| 도의 (DOY)    | - 본명: 홍도의 (Hong Doeui) - 생년월일: 1999년 9월 16일(25세) - 출생지: 대한민국 - 포지션: 리더 - MBTI: ESTP  | Who Am I | LINK               |
| 상하 (SANGHA) | - 본명: 박상하 (Park Sangha) - 생년월일: 1999년 3월 19일(26세) - 출생지: 대한민국 - 포지션: 보컬 - MBTI: ESFJ | Who Am I | LINK               |
| 원 (ONE)      | - 본명: 김지원 (Kim Jiwon) - 생년월일: 2001년 4월 20일(24세) - 출생지: 대한민국 - 포지션: 보컬 - MBTI: ENTJ   | Who Am I | LINK               |
| 리버 (RIVR)   | - 본명: 신강수 (Shin Kang su) - 생년월일: 2002년 5월 9일(23세) - 출생지: 대한민국 - 포지션: ALL - MBTI: INFJ  | Who Am I | LINK               |
| 준호 (JUNHO)  | - 본명: 정준호 (Jeong junho) - 생년월일: 2002년 7월 11일(22세) - 출생지: 대한민국 - 포지션: 보컬 - MBTI: INTP | Who Am I | LINK               |

## COVER

### 댄스
Amine - Blackjack | NOMAD Choreography LINK

### 보컬
Don’t - Bryson Tiller | Covered by NOMAD DOY (노매드 도의) LINK
Dancing with your ghost - Sasha Alex Sloan | Covered by NOMAD RIVR (노매드 리버) LINK
Wasted Times - The Weeknd | Covered by NOMAD JUNHO (노매드 준호) LINK
Can’t help but wait - Trey Songz | Covered by NOMAD SANGHA (노매드 상하) LINK
That’s not how this works - Charlie Puth | Covered by NOMAD ONE (노매드 원) LINK
Drowning - Woodz l Covered by NOMAD JUNHO (노매드 준호) LINK
i hate u, i love u - gnash | Covered by NOMAD RIVR (노매드 리버) LINK
Future 'Mask Off ' X Kendrick Lamar 'HUMBLE.' (Mix) | Covered by NOMAD DOY (노매드 도의) LINK
Only One - Kanye West | Covered by NOMAD RIVR (노매드 리버) LINK

### 보컬&랩
Pink matter - Frank Ocean l Covered by NOMAD DOY&RIVR (노매드 도의&리버) LINK
Crew Love - Drake | Covered by NOMAD DOY&JUNHO (노매드 도의&준호) LINK

## 음반 목록

### 1st EP 《NOMAD》
- 2024년 2월 28일 1st EP 《NOMAD》
- 'NOMAD'는 셀프 프로듀싱을 하는 리더 '도의'의 주도로 만들어진 팀이다. 팀명 'NOMAD'는 'Need Our Microphone And Dances'라는 문장의 줄임말이다. '진심으로 춤추고 무대를 즐기기 위해 마이크를 가져오라'는 자신감을 담은, 세상에 대한 당당한 포부이기도 하다. 전원 20대로 구성된 'NOMAD'의 멤버들은 '젊음'이라는 큰 틀 안에서 본인들과 동시대를 보내는 젊은 리스너들과의 이너써클을 만들어낸다.  이들이 가진 강점이자 매력 그리고 차별화 포인트는 바로 스스로 자신의 음악을 직접 만들어낸다는 점이다.  리더 '도의'는 본인이 겪어온 일종의 '성장'에 대한 서사를 곡 외에도 트랙 리스트 구성으로도 풀어냈다. 직접 경험한 사랑의 첫 만남과 이별과도 같은 개인적 서사는 물론, 20대로서 느끼는 미래에 대한 불안과 고민을 진취적이고 도전적인 마인드로 극복하고 헤쳐가겠다는 자신감과 당돌함이 녹여져 있다. 이는 멤버들을 만나 내러티브가 생기며 보다 더 큰 형태의 '거대한 이야기'가 되었다. 전곡 작사, 작곡에 참여한 것은 물론, 타이틀곡 'California love'의 경우는 직접 모든 안무를 만들었다. 또 다른 타이틀곡인 'No pressure'와 수록곡 'Lights on'은 디렉팅에 참여하기도 했다. 이처럼 다재다능한 소위 '올 라운더' 멤버가 주도하여 이끌어가는 'NOMAD'는 앨범의 메시지 및 곡 자체의 퀄리티에 대해서도 일관성 있는 당차고 자신 있는 태도를 가지고 있다.  나머지 네 명의 멤버 모두 곡 작업 및 퍼포먼스 작업에 관심을 가지고 추후 이들이 만들어가는 새로운 이야기도 분절없이 덧대져, 추후 'NOMAD'만의 '거대한 무브먼트'가 될 것이다.  이들은 스스로의 이야기를, 스스로가 가장 잘하는 것을 만들고 전달하는 스피커 역할을 본인이 직접 하는 것 만큼 가장 효과적인 방법이 없다는 판단을 내렸다. 과연 '진짜' 내 인생은 어떤 장르로 표현할 수 있을까. 다색의 내러티브를 표현하기 위해 이들이 택한 건 단 하나다. 힙합 R&B라는 하나의 음악적 장르를 빌려온 나의 이야기, 그리고 그 본질에 대한 자신감. 이것이 바로 'NOMAD'가 가진 본연의 색깔이자 아이덴티티다.  한 개인이 가진 경험이 음악을 듣는 행위 자체만으로 내 경험으로 체득화 되는 일. 'NOMAD'는 그 음악의 본질을 자신들만의 방법으로 새로이 써내려 가고 있다. 이것이 기존의 대중 음악 서사에서 벗어나지 않으며 퍼포먼스를 겸하는 K-POP 작법을 따르지만 이들을 '아티스트'라고 칭할 수 있는 이유다.  'NOMAD'의 앨범을 접하는 청자들은 'NOMAD'만의 자전적인 메시지가 담긴 음악을 들으며 동시대성과 당사자성을 동시에 느낄 수 있을 것이다.

| 곡                    | 작사        | 작사&편곡                                                      | VIDEO                        | Dancing Practice |
| --------------------- | ----------- | -------------------------------------------------------------- | ---------------------------- | ---------------- |
| TITLE No pressure     | DOY         | Jayrah Gibson, DOY, PK Gharah Degeddingseze Steve' Diamond, DK | TEASER MV Choreography Video | Dancing Practice |
| TITLE California love | JERO, DOY   | Damon Sharpe, DOY, Vincent Watson Dylan Holland, DK            | TEASER MV                    | Dancing Practice |
| Oasis                 | DOY         | Tha Aristocratz, Chikk 'Rodnae' Bell, DOY, Moon Kim, DK        | Track Video                  |                  |
| Automatic             | DOY         | DOY, Cha Cha Malone                                            | Lyric Video                  |                  |
| Let me love you       | DOY         | DOY, Cha Cha Malone, Casper, DK                                | Track Video                  |                  |
| Lights on             | DOY,수윤,DK | Tha Aristocratz, Jayrah Gibson, DOY, DK                        | Performance                  |                  |
| Eye 2 eye             | DOY         | Cha Cha Malone, DOY                                            | Lyric Video                  |                  |

### 1st Single 《Call Me Back》
2024년 10월 9일 1st Single 《Call Me Back》
데뷔 앨범 'NOMAD' 이후 첫 컴백으로 돌아온 NOMAD.
- 1st Single 'Call Me Back'은 '추억' 그리고 '회상' 이라는 주제로 타이틀 곡 'Call Me Back'과 수록곡 'Compare' 까지 총 2곡이 수록됐다. 또한, 'NOMAD'는 셀프 프로듀싱을 하는 팀으로서 리더 '도의'가 데뷔 앨범과 더불어 이번 컴백 앨범에도 프로듀싱을 직접 맡아 작사, 작곡에 참여했다. 앨범에 수록된 두 곡 모두 '사랑' 그리고 '사람'이라는 주체를 중의적으로 두어 '추억', '회상' 이라는 주제에 대한 이야기를 풀어냈다. 은유적임과 동시에 직관적인 표현들로 채운 이번 수록곡들의 가사는 청자 개개인의 해석을 좀 더 중요시하는 '도의'의 의견을 반영한 만큼 다중적인 해석이 가능하게 해 오묘한 분위기를 자아낸다.

| 곡                 | 작사 | 작사&편곡                                          | VIDEO                                                                       | Dancing Practice | ETC VIDEO                                               |
| ------------------ | ---- | -------------------------------------------------- | --------------------------------------------------------------------------- | ---------------- | ------------------------------------------------------- |
| TITLE Call Me Back | DOY  | Jordan Kyle, Daniel Church, Jayrah Gibson, DOY, DK | JUNHO TEASER RIVR TEASER ONE TEASER SANGHATEASER DOY TEASER NOMAD TEASER MV | Dancing Practice | 프로듀서 코멘터리 with Maxx Song Pre-Listening Reaction |
| Compare            | DOY  | Cha Cha Malone, DOY                                |                                                                             |                  | Spin-off with Cha cha Malone                            |

## 콘텐츠

### 노매드의 노빠꾸 (NOBACKGO)
노매드의 빠꾸없는 모습들을 담은 자체콘텐츠
| 회차  | 콘텐츠                                                                        | 링크 |
| ----- | ----------------------------------------------------------------------------- | ---- |
| EP.01 | 여름 보양식 만들기 PART 1 : 빠꾸 없이 장보기! Making Summer Delicacy          | LINK |
| EP.02 | 여름 보양식 만들기 PART 2 : 요리도 노빠꾸다! Straight Forward Cooking         | LINK |
| EP.03 | 노매드의 나가리 PART 1 : 낙오매드 NOMAD’s heading out                         | LINK |
| EP.04 | 노매드의 나가리 PART 2 : 여름방학 NOMAD’s Summer Holidays                     | LINK |
| EP.05 | 직장매드 PART 1 : 마케팅팀의 하루 A Day Being as Marketing Team               | LINK |
| EP.06 | 직장매드 PART 2 : 아이디어 빼먹는 부장님 Grabbing out ideas from team members | LINK |

## 음반 외 활동

#### 텔레비전 방송 활동
- 2024년 5월 19일 ~ 현재 OBS '인사이드 스토리' 서브 MC <상하>
- 2024년 11월 12일 KBS2 드라마 스페셜 2024 - 핸섬을 찾아라 | 동서남북 역 (도의,상하,원,준호 출연)

## 여담
- 준호와 상하는 오디션 출신으로, 준호는 THE ORIGIN  A, B, Or What?-, 상하는 극한데뷔 야생돌에 출연했었다.